# Felix Adam Joseph von Fugger-Glött
Felix Adam Joseph von Fugger-Glött (* 24. Dezember 1719 in Innsbruck; † 23. November 1770 in Köln) war Domherr in Köln und Konstanz und Chorbischof des Kölner Domkapitels.
Felix Adam ist der Sohn von Anton Ernst von Fugger-Glött (1681–1745) und Elisabeth Theresia Trautson Gräfin von Falkenstein und entstammt damit dem Geschlecht der Fugger-Glött, einer Linie der Fugger von der Lilie. Der Bischof von Regensburg Anton Ignaz von Fugger-Glött war sein Bruder. Der Kölner Domherr Felix Adam wurde 1745 zugleich Domherr in Konstanz und 1767 Chorbischof des Kölner Domkapitels. Seit 1762 Kanoniker des Kölner Kapitels St. Gereon, resignierte er 1770 auf seine Domherrenstelle in Konstanz und starb arm. Sein Grab befindet sich im Kölner Dom.